# Fernspählehrkompanie 200
Die Fernspählehrkompanie 200 war die letzte noch verbliebene Fernspähkompanie der Bundeswehr. Sie war zuletzt der Division Schnelle Kräfte unterstellt und in der Staufer-Kaserne in Pfullendorf, Landkreis Sigmaringen, Baden-Württemberg stationiert.

## Aufgabe
Aufgabe der Kompanie war das Gewinnen von Informationen in der Tiefe des feindlichen Raums. Dabei sollten operativ wichtige Ziele aufgeklärt werden, unter anderem um deren Bekämpfung durch andere Kräfte zu ermöglichen. Dabei unterstützte die Kompanie die Spezialkräfte der Bundeswehr. Die Soldaten der Kompanie waren zum stationären und beweglichen Einsatz bei Tag und Nacht sowie zur Dokumentation und Auswertung der aufgeklärten Information durch optronische Spezialaufklärung befähigt. Der Hauptauftrag der Kompanie war zuletzt das Durchführen von militärischen Evakuierungsaktionen aus Krisengebieten.

## Geschichte
Im November 1961 begann Major Konrad Rittmeyer mit der Ausbildung des Ausbildungskaders. Nach zehn Monaten war der Kader einsatzfähig und die Lehrgruppe R wurde am 1. September 1962 in Fernspähkompanie 200 umbenannt. Die Kompanie war zunächst in Altenstadt stationiert und wurde 1964 nach Weingarten verlegt. Ursprünglich war jedem der drei Korps des deutschen Heeres eine Fernspähkompanie zugeordnet. Die Fernspählehrkompanie war dementsprechend ab Oktober 1964 dem II. Korps unterstellt.
Nachfolger von Major Rittmeyer als Kompaniechef waren Major Winkler, Major Dieter Wendeborn und vom 1. April 1976 bis 31. Dezember 1978 Major Dieter Engel. Am 1. Januar 1979 übernahm Hauptmann Fritz Kobras die Fernspähkompanie 200.
Am 1. April 1993 wurde die Kompanie in Fernspählehrkompanie 200 umbenannt. 1993 nahmen Soldaten der Kompanie an den ersten Auslandseinsätzen der Bundeswehr teil.
Nach der Bundeswehrreform im Jahre 1996 wurden die Fernspähkompanien 100 und 300 aufgelöst. Die Fernspählehrkompanie 200 blieb erhalten und wurde im Januar 1997 dem Ausbildungszentrum Spezielle Operationen in Pfullendorf (bis 2003 noch Internationale Fernspähschule) unterstellt. Hier war die Kompanie seit dem Unterstellungswechsel bis zu ihrer Auflösung beheimatet. Die Fernspählehrkompanie 200 wurde der Division Spezielle Operationen am 1. Juli 2006 auch truppendienstlich vom Ausbildungszentrum Spezielle Operationen überstellt.
Am 26. Oktober 2011 stellte Bundesverteidigungsminister Thomas de Maizière (CDU) im Bundeskabinett das Stationierungskonzept 2011 vor, nach dem die Fernspählehrkompanie 200 aufgelöst wird. Die Kompanie wurde zum Jahresende 2015 aufgelöst und ihre verbliebenen Teile wurden zu großen Teilen in die Luftlandeaufklärungskompanien eingegliedert.

## Organisation
Die Soldaten der Kompanie gehörten zur Heeresaufklärungstruppe. Die Sollstärke der Kompanie betrug 226 Mann und sie war in fünf Züge gegliedert:
- Kompanieführung
- 4 Fernspähzüge gegliedert in Fernspähtrupps
- 1 Fernspähspezialzug
- 2 Sanitätstrupps
- 1 Feldnachrichtenzug
- 1 Instandsetzungsgruppe
- 1 Versorgungsgruppe[3]

Zuletzt bestand die Fernspählehrkompanie 200 nur noch aus einem Fernspäheinsatzzug als Einsatzkräfte und war ca. 120 Mann stark.

### Züge
Die Fernspähzüge beinhalteten als Einsatzelement die Spähtrupps mit jeweils vier Mann, die je nach Auftrag verstärkt werden konnten. Der Fernspähspezialzug wurde im Einsatz nach Auftrag und Bedarf auf die Fernspähzüge aufgeteilt und unterstützte durch optische und optronische Spezialaufklärung und im Fliegerleitverfahren.
Der Zug gliedert sich in:
- Führungstrupp
- Analyse- und Auswertungstrupp
- Führungsunterstützungstrupp
- 2 Fernspähtrupps zu je 6 Mann[4]

## Ausrüstung
Zur Bewaffnung der Kompanie gehörten das Sturmgewehr G36K / AG36, die Maschinenpistole MP5 SD, die Pistole P8, das leichte Maschinengewehr G8 und das Scharfschützengewehr G22.